# Pater Pio

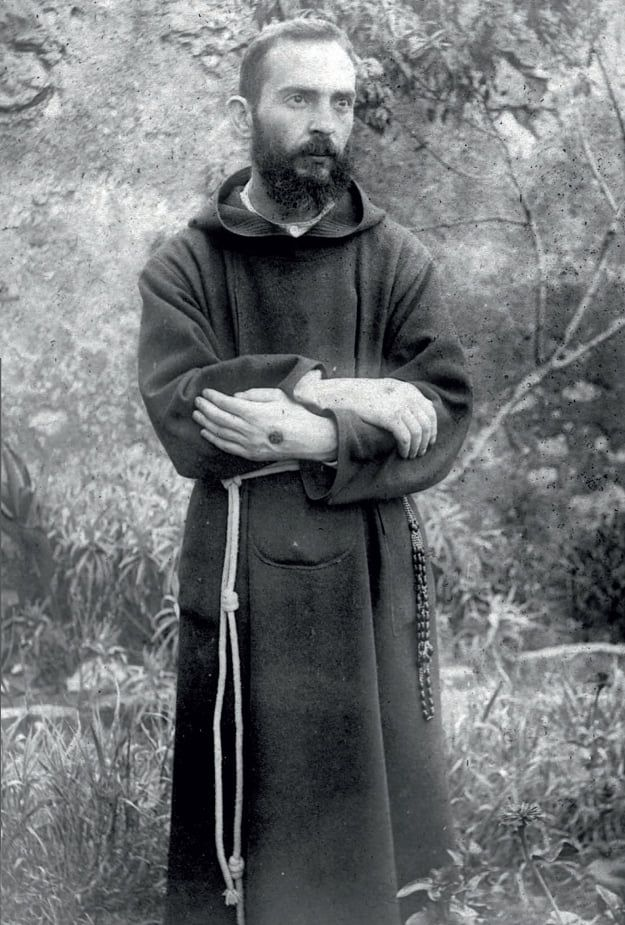
De jonge Forgione toont zijn stigmata (foto genomen op 19 augustus 1919)

Pio van Pietrelcina (Pietrelcina, 25 mei 1887 — San Giovanni Rotondo, 23 september 1968) is de door gelovigen aan een Italiaanse pater gegeven naam. Zijn burgernaam was Francesco Forgione. De door velen vereerde rooms-katholieke mysticus werd door de Kerk heilig verklaard.

## Levensloop
Francesco had vanaf zijn vroege kinderjaren reeds mystieke ervaringen, die hij als heel gewoon ervoer. In 1903 trad hij in in de kapucijner orde en in 1910 ontving hij de priesterwijding. Vanaf 1903 tot 1910 verbleef pater Pio O.F.M.Cap. in Benevento wegens zijn voortdurende slechte gezondheid; in 1916 werd hij naar San Giovanni Rotondo verplaatst, waar hij zou blijven tot zijn dood in 1968. Hij is begraven in de crypte van de kerk Santa Maria delle Grazie in San Giovanni Rotondo.

## Stigmata
In 1918 had hij zichtbare stigmata, die gedurende zijn verdere leven zouden bloeden, waardoor hij volgens sommigen op mystieke wijze met Christus' lijden verbonden was. Men verhaalt dat hij door zijn zwakke gezondheid en de stigmata zijn verdere leven veel pijn heeft moeten verdragen en dat hij zijn lot droeg voor de bekering van ongelovigen en zondaars.
Stigmata zijn niet onomstreden, de katholieke traditie leert dat deze spontaan optredende wonden een bovennatuurlijk verschijnsel zijn. Er zouden in San Giovanni Rotondo nog anoniem gehouden mensen in leven zijn die als jongens in de afgesloten cel van de priester, in het slotklooster-gedeelte, zouden zijn binnengeslopen en daar, zo beweren zij, twee spijkers op het nachtkastje vonden. De gelovigen en een commissie van artsen uit Benevento gaan van een bovennatuurlijk verschijnsel uit; verdedigers en onderzoekers wijzen op de sterk uiteenlopende en zeer tegenstrijdige "ontkennende" verklaringen voor de stigmata, zo zijn er ook felle critici die beweren dat pater Pio de wonden door een vloeistof zelf zou hebben veroorzaakt, door naalden of dat het brandwonden betrof.

## Bilocatie
Een aan Padre Pio toegeschreven wonder is de bilocatie; het vermogen om op twee plaatsen tegelijk aanwezig te zijn. Padre Pio zou ook over de ervaring van de bilocatie hebben gesproken.

## Verering
Pio werd door veel van zijn vereerders al tijdens zijn leven als een heilige gezien, hoewel kerkelijke autoriteiten dit probeerden tegen te gaan. Vele bedevaartgangers bezochten pater Pio en regelmatig werden wonderen gerapporteerd. De pater kon uren- tot dagenlang de biecht horen van de duizenden gelovigen uit de gehele wereld, ook in hun eigen taal. Tijdens het biechthoren was hij zeer streng en ook in de kerk eiste hij van iedereen eerbied, zowel in houding als in kleding. Hij was heel langzaam en in zijn geest verzonken als hij de H. Mis opdroeg.
Beperkingen en straffen van de zijde van de kerkelijke hiërarchie verdroeg hij geduldig en gehoorzaam. Ondanks de weerstand van veel bisschoppen verwierf pater Pio uiteindelijk de gunsten van paus Pius XII. Paus Johannes XXIII was niet enthousiast over Francesco Forgione, hij hield de eigenzinnige en mystieke priester voor een bedrieger.

## Opvattingen
Pater Pio kenmerkte zich door grote getrouwheid aan de voorschriften van de Rooms-Katholieke Kerk, maar de liturgische vernieuwingen, het verdwijnen van het Latijn en de versterkte opkomst van het neo-modernisme veroordeelde hij telkens opnieuw. Op de vraag wat Pio van het veranderingsgezinde Tweede Vaticaans Concilie (1962-1965) vond, kreeg kardinaal Bacci een ferm en afwijzend antwoord: "Ik heb genoeg van dat concilie!" De invoering van de geheel herziene Nieuwe Mis zou Pater Pio niet meer meemaken. Hij was zelf altijd strikt bij de Tridentijnse ritus en het Latijn gebleven.
Pater Pio leefde sterk vanuit de eindtijd-verwachting en waarschuwde voor komende rampen en oorlogen, vooral echter voor een komende massale geloofsafval.
Niet in de laatste plaats om zijn liefde voor de traditionele rooms-katholieke leer en liturgie, is pater Pio geliefd als heilige in traditionalistische en conservatieve kerkelijke kringen en ook ver daarbuiten. Ook drong hij aan op het gezamenlijke en individuele bidden van de rozenkrans, ook wel rozenkransgebed genaamd.

## Heiligverklaring

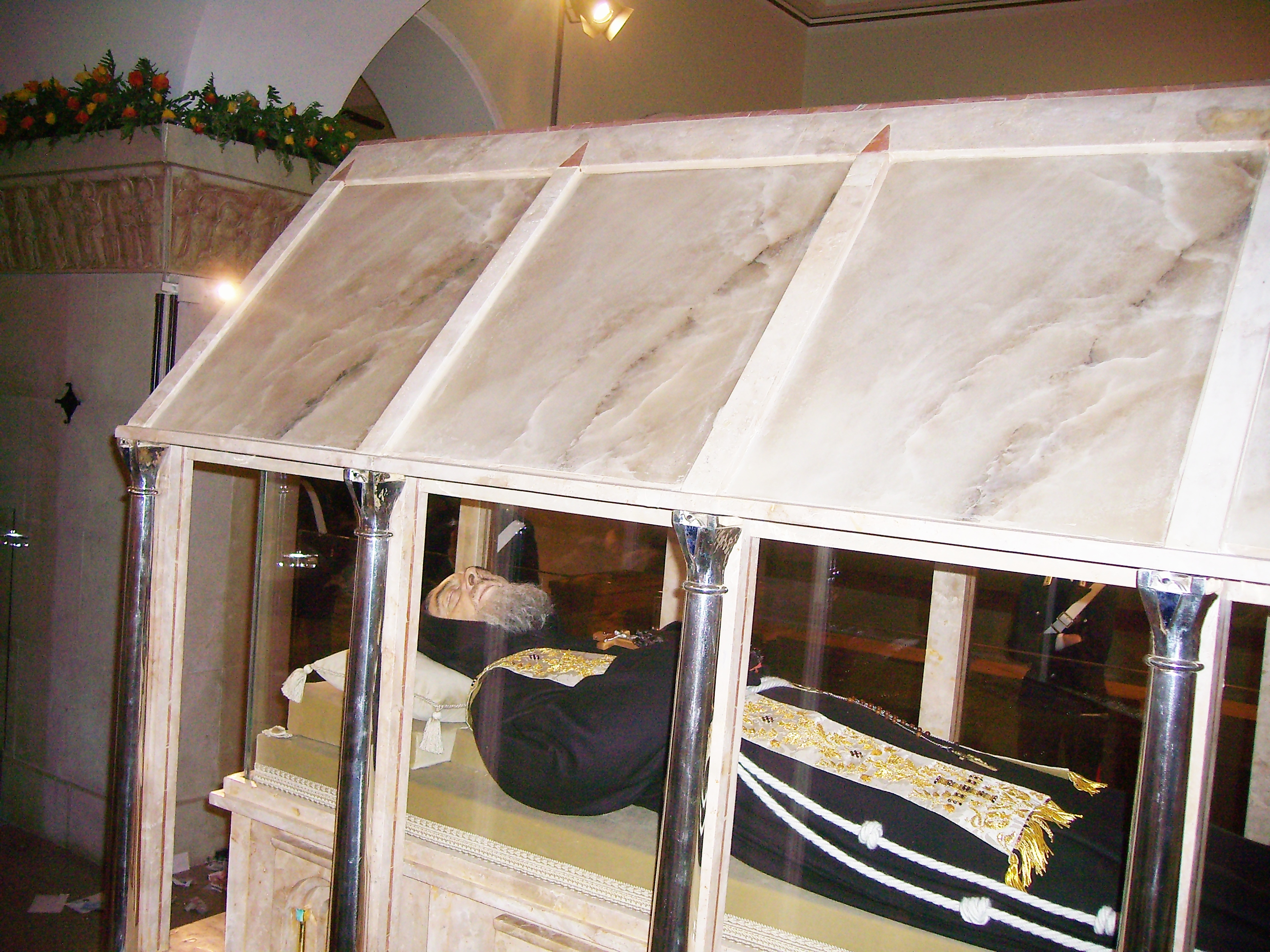
Lichaam van pater Pio met een siliconenmasker dat zijn gezicht reconstrueert

Na een lang onderzoek werd hij, onder paus Johannes Paulus II, in 1999 zalig en in 2002 heilig verklaard.
In de kloosterkerk van de Kapucijners in Meersel-Dreef (Hoogstraten-België) bevindt zich een heiligenbeeld van pater Pio. In deze kerk wordt hij bijzonder vereerd en talrijke bewonderaars/pelgrims bezoeken deze plaats om hem te gedenken en tot hem te bidden.

## Varia
- De bijzondere 2 euromunt, uitgave 2018, van Vaticaanstad herdenkt Padre Pio ter gelegenheid van zijn 50e sterfdag.
- Herman Finkers heeft een liedje gewijd aan Pater Pio.